# Trębiccy herbu Ślepowron

Ślepowron herb Trębickich

Trębiccy herbu Ślepowron – polski ród szlachecki wywodzący się z Podlasia.
Udokumentowane początki rodu sięgają XV wieku. Najstarsze zapisy dotyczą Stanisława z Trębic Trębickiego (1473, 1481 i 1483), Wita z Trębic (1475) i Propkopa Trębickiego (1483).
Obecnie mieszka w Polsce 850 osób o nazwisku Trębicki, blisko 250 Trębickich mieszka w Warszawie i najbliższej okolicy, a na terenie byłego województwa siedleckiego ponad 160 Trębickich. Są też osoby, które nazwisko zapisują jako Trembiccy, jest ich w kraju ponad stu.